# Diomedea
A Diomedea a madarak (Aves) osztályának viharmadár-alakúak (Procellariiformes) rendjébe, ezen belül az albatroszfélék (Diomedeidae) családjába tartozó nem.

## Rendszertani eltérések
A nemmel kapcsolatban a rendszerező szakemberek nem egységesek, több fajt ide sorolnak, amit egyesek más nemekhez tartozónak tartanak. Több olyan faj is van, amit csak alfajként írnak le. A legkevesebb 2 fajt sorolnak ide, a legtöbbet, pedig nyolcat.
A legnagyobb albatroszok tartoznak ebbe a nembe, ezzel a legnagyobb szárnyfesztávolságú madarakat is ide sorolják.
1996-ig ebbe a madárnembe sorolták a Thalassarche- és a Phoebetria-fajokat is. Maga a Diomedea albatrosznem is két fajkomplexumot, azaz a vándoralbatroszt és az amszterdam-szigeti albatroszt, foglal össze. E különleges biológiai rendszertan miatt a nemen belüli rendszerezés és a fajok számának valódi megismerése igen nehézkés, hiszen külső vizsgálat alapján az albatroszok nem, vagy alig különböztethetők meg egymástól, azonban nem képesek szaporodni egymással, és a genetikai összehasonlításuk szerint külön fajoknak tekintendők. A legújabb kutatások azonban 6-7 recens fajra utalnak.

## Rendszerezés
A nembe az alábbi élő fajok tartoznak:
- királyalbatrosz (Diomedea epomophora) (Forster, 1785)
- északi királyalbatrosz (Diomedea sanfordi) (Murphy, 1917)[2] - 1998-ig a királyalbatrosz alfajának vélték[3]
- vándoralbatrosz (Diomedea exulans) Linnaeus, 1758[4] - típusfaj
- délsarki albatrosz (Diomedea antipodensis) (Robertson & Warham 1992)[3] - 1998-ig a vándoralbatrosz alfajának vélték
  - Diomedea antipodensis gibsoni Robertson & Warham, 1992 - manapság a délsarki albatrosz alfajának vélik, korábban a vándoralbatroszénak tekintették; egyesek a fajkomplexumra hivatkozva, faji szintre emelnék Diomedea gibonsi néven[5][6][7][8]
- Tristan da Cunha-szigeteki albatrosz vagy atlanti albatrosz (Diomedea dabbenena) (Mathews, 1929)[9] - 1998-ig a vándoralbatrosz alfajának vélték[10]
- amszterdam-szigeti albatrosz (Diomedea amsterdamensis) Roux, Jouventin, Mougin, Stahl & Weimerskirch 1983[9] - ezt a madarat, csak 1983-ban írták le, akkor pedig vándoralbatrosz egyik alfajának tekintették; azonban az új genetikai vizsgálatok szerint ez a madár kiérdemli az önálló faji státuszt.[11][12]

### Fosszilis fajok és egyéb kövületek
Az eddigi legősibb felfedezett Diomedea-kövületek a középső miocén korszakból származnak, és körülbelül 15-12 millió évesek. Ekkortájt pedig a Diomedea és a Phoebastria madárnemek már különváltak.
- Diomedea milleri (Round Mountain Silt középső miocén; Sharktooth Hill és talán Astoria középső miocén; Oregon, USA)
- Diomedea sp. (késő miocén; Valdez-félsziget, Antarktisz)[14]
- Diomedea sp. (kora pliocén; Dél-Afrika)[14]
- Diomedea sp. (kora pliocén; Bone Valley, Florida, USA)[14]
- Diomedea thyridata Wilkinson, 1969 (késő miocén; Beaumaris Bay Fossil Site, Ausztrália)[15][16][17][18]

A kövületek alapján legalább 4 pliocén kori fajuk létezett; ezeket az észak-karolinai Lee Creek Mine-nál fedezték fel és azonosak lehetnek a fentebb felsoroltakkal. E maradványok Diomedeaként való kezelése, talán erőltetett, mivel felfedezésükkor a Diomedea nemet még nem osztották fel. Főleg a déli félgömbön talált maradványok nem tekinthetők ide.

## Fordítás
- Ez a szócikk részben vagy egészben  a   Great albatross című angol Wikipédia-szócikk ezen változatának fordításán alapul.  Az eredeti cikk szerkesztőit annak laptörténete sorolja fel. Ez a jelzés csupán a megfogalmazás eredetét és a szerzői jogokat jelzi, nem szolgál a cikkben szereplő információk forrásmegjelöléseként.